# Där floden flyter fram
Där floden flyter fram är en amerikansk dramafilm från 1992 i regi av Robert Redford. Filmen är baserad på novellen A River Runs Through It av Norman Maclean.
Filmen vann en Oscar för bästa foto 1993.

## Rollista i urval
| Craig Sheffer        | – Norman Maclean        |
| Brad Pitt            | – Paul Maclean          |
| Tom Skerritt         | – Pastor Maclean        |
| Brenda Blethyn       | – Fru Maclean           |
| Emily Lloyd          | – Jessie Burns          |
| Edie McClurg         | – Fru Burns             |
| Stephen Shellen      | – Neal Burns            |
| Joseph Gordon-Levitt | – En ung Norman Maclean |
| Vann Gravage         | – En ung Paul Maclean   |
| Susan Taylor         | – Rawhide               |
| Michael Cudlitz      | – Chub                  |
| Rob Cox              | – Conroy                |